# Hermann Conrad Baasch
Hermann Conrad Baasch (* 23. November 1814 in Hamburg; † 17. Juni 1877 ebenda) war ein deutscher Kaufmann.

## Leben
Baasch war Kaufmann und gründete 1841 zusammen mit Carl August Wulff die Firma C.A. Wulff & Baasch, die vor allem im Mexikohandel tätig war.  
Er war in vielfältigen Funktionen in der Kirchspielselbstverwaltung von Sankt Petri engagiert.
Von 1862 bis 1868 war Baasch Mitglied der Hamburgischen Bürgerschaft.
Er gehörte zeitweise dem Aufsichtsrat der Norddeutschen Bank an 
Der Historiker Ernst Baasch war sein Sohn.